# NGC 777
NGC 777 é uma galáxia elíptica (E1) localizada na direcção da constelação de Triangulum. Possui uma declinação de +31° 25' 47" e uma ascensão recta de 2 horas, 00 minutos e 14,8 segundos.
A galáxia NGC 777 foi descoberta em 12 de Setembro de 1784 por William Herschel.